# Clymenella tentaculata
Clymenella tentaculata är en ringmaskart som beskrevs av Moore 1906. Clymenella tentaculata ingår i släktet Clymenella och familjen Maldanidae. Inga underarter finns listade i Catalogue of Life.